# Nazionale maschile di calcio di Curaçao
La nazionale di calcio di Curaçao è la rappresentativa nazionale calcistica dell'omonima isola.
Non ha mai superato le qualificazioni mondiali e si è qualificata per la Gold Cup del 2017 per la prima volta nella sua storia. Nello stesso anno ha vinto la Coppa dei Caraibi, conquistando il suo primo storico trofeo.
Occupa attualmente l'88º posto nel ranking FIFA.

## Storia
Per mezzo secolo, il Territorio di Curaçao è stato formalmente parte delle Antille Olandesi, perciò i calciatori delle isole dell'arcipelago caraibico confluivano nella rappresentativa antillana. È dunque utile specificare che la selezione attiva tra il 1924 (la cui Federazione calcistica di riferimento era nata nel 1921 con il nome di "Curaçaosche Voetbal Bond") e il 1958 era in realtà quella del Territorio di Curaçao. Questa colse a sorpresa due secondi posti consecutivi al Campionato centroamericano e caraibico nel 1955 e nel 1957, così come un'ottima terza piazza al CCCF nel 1941 ed un bronzo ai V Giochi centramericani e caraibici nel 1946. Essa tuttavia non va confusa con la nazionale di Curaçao nata formalmente nel 2010: fino al 15 dicembre 1954, con la promulgazione dello Statuto del Regno dei Paesi Bassi, infatti, l'isola di Curaçao era a tutti gli effetti una colonia, priva di una rappresentativa a carattere nazionale, bensì dotata esclusivamente di una selezione a carattere territoriale. A seguito della dissoluzione delle Antille Olandesi, avvenuta nell'ottobre 2010, Curaçao è succeduto alla selezione antillana nell'affiliazione alla FIFA. Sono pertanto da considerare solamente i risultati ottenuti a partire dall'agosto 2011, data dell'esordio ufficiale.

## Palmarès
- Coppa dei Caraibi: 1

2017 

## Partecipazioni ai tornei internazionali
Legenda: Grassetto: Risultato migliore, Corsivo: Mancate partecipazioni

### Coppa dei Caraibi
I Blauwen hanno disputato la Coppa dei Caraibi in due occasioni, vincendo il trofeo alla seconda partecipazione nel 2017 (ultima edizione del torneo prima della sua soppressione in favore della CONCACAF Nations League).

## Statistiche dettagliate sui tornei internazionali

### Mondiali
| Anno | Luogo   | Piazzamento     | V | N | P | Gol |
| ---- | ------- | --------------- | - | - | - | --- |
| 2014 | Brasile | Non qualificata | - | - | - | -   |
| 2018 | Russia  | Non qualificata | - | - | - | -   |
| 2022 | Qatar   | Non qualificata | - | - | - | -   |

### Gold Cup
| Anno | Luogo                               | Piazzamento      | V | N | P | Gol |
| ---- | ----------------------------------- | ---------------- | - | - | - | --- |
| 2011 | Stati Uniti                         | Non partecipante | - | - | - | -   |
| 2013 | Stati Uniti                         | Non qualificata  | - | - | - | -   |
| 2015 | Stati Uniti / Canada                | Non qualificata  | - | - | - | -   |
| 2017 | Stati Uniti                         | Primo turno      | 0 | 0 | 3 | 0:6 |
| 2019 | Stati Uniti / Costa Rica / Giamaica | Quarti di finale | 1 | 1 | 2 | 2:3 |
| 2021 | Stati Uniti                         | Non qualificata  | - | - | - | -   |
| 2023 | Stati Uniti / Canada                | Non qualificata  | - | - | - | -   |
| 2025 | Stati Uniti / Canada                | Primo turno      | 0 | 2 | 1 | 2:3 |

### Olimpiadi
Si veda la pagina della nazionale olimpica.

### Confederations Cup
| Anno | Luogo   | Piazzamento     | V | N | P | Gol |
| ---- | ------- | --------------- | - | - | - | --- |
| 2013 | Brasile | Non qualificata | - | - | - | -   |
| 2017 | Russia  | Non qualificata | - | - | - | -   |

### Coppa dei Caraibi
| Anno | Luogo             | Piazzamento     | V | N | P | Gol  |
| ---- | ----------------- | --------------- | - | - | - | ---- |
| 2012 | Antigua e Barbuda | Non qualificata | - | - | - | -    |
| 2014 | Giamaica          | Primo turno     | 0 | 0 | 3 | 5:10 |
| 2017 | Martinica         | Campione        | 2 | 0 | 0 | 4:2  |

## Tutte le rose

### Gold Cup
CONCACAF Gold Cup 20171 Room, 2 Mulder, 3 Martina, 4 Lachman, 5 Jakoba, 6 Martinus, 7 Bacuna, 8 Antonia, 9 van Kessel, 10 Agustien, 11 Nepomuceno, 12 Carmelia, 13 Gaari, 14 Bernardus, 15 Kortstam, 16 Maria, 17 Justiana, 18 Hooi, 19 Janga, 20 Zschusschen, 21 Statie, 22 Pieter, 23 Sumter, CT: Bicentini
CONCACAF Gold Cup 20191 Room, 2 C. Martina, 3 Shermar Martina, 4 Lachman, 5 Carolina, 6 Maria, 7 Antonia, 8 Bonevacia, 9 Benschop, 10 Bacuna, 11 Nepomuceno, 12 Carmelia, 13 Gaari, 14 Gorré, 15 Shermai. Martina, 16 van Kessel, 17 Constansia, 18 Hooi, 19 Arias, 20 Vapor, 21 Statie, 22 Pieter, 23 de la Paz, CT: Bicentini
CONCACAF Gold Cup 20251 Room, 2 C. Martina, 3 Gaari, 4 van Eijma, 5 Floranus, 6 Roemeratoe, 7 J. Bacuna, 8 Comenencia, 9 Locadia, 10 L. Bacuna, 11 Antonisse, 12 Rosario, 13 Zimmerman, 14 Gorré, 15 Martha, 16 Margaritha, 17 Kuwas, 18 Janga, 19 Kastaneer, 20 Brenet, 21 Felida, 22 Bodak, 23 Doornbusch, 24 Mercera, CT: Advocaat

## Rosa attuale
Lista dei giocatori convocati per la partita di CONCACAF Nations League 2023-2024 contro Panama e Trinidad e Tobago del 13 e 18 ottobre 2023.
Statistiche aggiornate al 28 marzo 2023.
| 1  | P | Nino Fancito        | 30 settembre 2004 | 0  | 0  | Eindhoven         |  |  |
| 22 | P | Tyrick Bodak        | 15 maggio 2002    | 3  | 0  | Cambuur           |  |  |
| 23 | P | Trevor Doornbusch   | 6 luglio 1999     | 2  | 0  | Dordrecht         |  |  |
|    |   |                     |                   |    |    |                   |  |  |
| 3  | D | Juriën Gaari        | 23 dicembre 1993  | 28 | 1  | RKC Waalwijk      |  |  |
| 4  | D | Roshon van Eijma    | 9 giugno 1998     | 3  | 0  | TOP Oss           |  |  |
| 10 | D | Leandro Bacuna      | 21 agosto 1991    | 56 | 15 | Groningen         |  |  |
| 12 | D | Justin Ogenia       | 5 febbraio 1999   | 2  | 0  | Eindhoven         |  |  |
| 15 | D | Nathangelo Markelo  | 7 gennaio 1999    | 3  | 0  | Fortuna Sittard   |  |  |
| 19 | D | Dylan Timber        | 15 aprile 2000    | 1  | 0  | VVV-Venlo         |  |  |
|    |   |                     |                   |    |    |                   |  |  |
| 6  | C | Godfried Roemeratoe | 19 agosto 1999    | 0  | 0  | RKC Waalwijk      |  |  |
| 7  | C | Juninho Bacuna      | 7 agosto 1997     | 17 | 3  | Birmingham City   |  |  |
| 8  | C | Livano Comenencia   | 3 febbraio 2004   | 4  | 0  | Juventus Next Gen |  |  |
| 20 | C | Kevin Felida        | 11 novembre 1999  | 7  | 0  | RKC Waalwijk      |  |  |
| 21 | C | Roly Bonevacia      | 8 ottobre 1991    | 14 | 1  | Sreenidi Deccan   |  |  |
|    |   |                     |                   |    |    |                   |  |  |
| 9  | A | Rangelo Janga       | 16 aprile 1992    | 35 | 17 | Bnei Sakhnin      |  |  |
| 11 | A | Jearl Margaritha    | 10 aprile 2000    | 1  | 0  | Sabah             |  |  |
| 13 | A | Joshua Zimmerman    | 23 maggio 2001    | 3  | 0  | TOP Oss           |  |  |
| 14 | A | Kenji Gorré         | 29 settembre 1994 | 14 | 2  | Umm-Salal         |  |  |
| 16 | A | Jafar Arias         | 16 giugno 1995    | 8  | 0  | HB Køge           |  |  |
| 17 | A | Brandley Kuwas      | 19 settembre 1992 | 20 | 2  | Giresunspor       |  |  |
| 18 | A | Elson Hooi          | 1º ottobre 1991   | 36 | 10 | Chiangmai         |  |  |